# Route nationale 423
Die Route nationale 423, kurz N 423 oder RN 423, war eine französische Nationalstraße.
Diese Straßennummer wurde 1933 in das Nationalstraßennetz aufgenommen. Bis 1973 führte die Straße von einer Kreuzung mit der Nationalstraße N420 durch das Tal der Vologne nach Gérardmer. Ihre Länge betrug 24 Kilometer.

## N423a
Die N423A war ein 2 Kilometer langer Seitenast der Nationalstraße N423. Er zweigte am nördlichen Ortsende von Bruyères ab und verlief wenige hundert Meter östlich der Nationalstraße N423 auch zur Nationalstraße N420. 1973 erfolgte die Abstufung zur Département-Straße D423A.